# Estelle
Estelle ist ein weiblicher Vorname.

## Herkunft und Bedeutung
Der Name Estelle kommt vom lateinischen Stella „Stern“.

## Namensträgerinnen
- Estelle von Schweden (* 2012), schwedische Prinzessin, Herzogin von Östergötland

- Estelle Alphand (* 1995), französisch-schwedische Skirennläuferin
- Estelle Axton (1918–2004), US-amerikanische Unternehmerin, Gründerin von Stax Records
- Estelle Balet (1994–2016), Schweizer Freeriderin
- Estelle Bernadotte (Estelle Manville; 1904–1984), amerikanisch-schwedische Friedensaktivistin
- Estelle Brachlianoff (* 1972), französische Ingenieurin und Unternehmerin
- Estelle Cascarino (* 1997), französische Fußballspielerin
- Estelle Cascino (* 1996), französische Tennisspielerin
- Estelle Cruijff (* 1978), niederländische Schauspielerin, Moderatorin, Designerin und Model
- Estelle Evans (1906–1985), US-amerikanische Schauspielerin
- Estelle Fialon (* 1969), französisch-israelische Filmproduzentin
- Estelle Freedman (* 1947), US-amerikanische Historikerin und Autorin
- Estelle Getty (Estelle Scher Gettleman; 1923–2008), US-amerikanische Schauspielerin
- Estelle Grelier (* 1973), französische Politikerin (PS)
- Estelle Harris (Estelle Nussbaum; 1928–2022), US-amerikanische Schauspielerin, Synchronsprecherin und Komikerin
- Estelle Johnson (* 1988), kamerunische Fußballspielerin
- Estelle Lau (* 1964), US-amerikanische Schauspielerin und Filmproduzentin
- Estelle Lefébure (* 1966),  französisches Model und Schauspielerin
- Estelle Maskame (* 1997), schottische Schriftstellerin
- Estelle Morris (* 1952), britische Politikerin (Labour)
- Estelle Mossely (* 1992), französische Profiboxerin
- Estelle Nze Minko (* 1991), französische Handballspielerin
- Estelle Massey Osborne (1901–1981), afroamerikanische Krankenschwester und Hochschullehrerin
- Estelle Parsons (* 1927), US-amerikanische Schauspielerin
- Estelle Raffai (* 1998), französische Sprinterin
- Estelle Reiner (1914–2008), US-amerikanische Schauspielerin
- Estelle Sloan (1919–2013), US-amerikanische Stepptänzerin
- Estelle Swaray (* 1980), britische Hip-Hop-Sängerin
- Estelle Taylor (Estelle Boylan; 1894–1958), US-amerikanische Filmschauspielerin und Fotomodell
- Estelle Winwood (Estelle Goodwin; 1883–1984), englische Bühnen- und Filmschauspielerin
- Estelle  Yancey (1896–1986), US-amerikanische Bluessängerin